# FIRST Robotics Competition
FIRST Robotics Competition (o Competencia de Robótica FIRST) es una competencia de robótica para alumnos de preparatoria organizada por FIRST Robótica. 
Cada año, los equipos de estudiantes de preparatoria compiten para construir transformers que pesan hasta 120 libras (54 kg), sin incluir la batería y las defensas, donde completan una tarea, que cambia cada año. A los equipos se les dan un conjunto estándar de piezas y se les dicen los detalles del juego a principios de enero a partir de ahí se dan seis semanas para construir un robot competitivo, que puede funcionar de forma autónoma, así como cuando es guiado por los controles inalámbricos para realizar las tareas del juego.
En 2022, el 31º año de la competencia, 3.225 equipos de escuelas preparatorias con aproximadamente 80.000 estudiantes de Canada, Turquía, México, Israel, China, y Australia estuvieron involucrados.

## Retos por año
- 2026:' Rebuild
- 2025: Reefscape
- 2024: Crescendo
- 2023: Charged Up
- 2022: Rapid React
- 2020: Infinite Recharge (Infinite Build Season)
- 2019: Destination: Deep Space
- 2018: FIRST Power Up
- 2017: FIRST Steamworks
- 2016: FIRST Stronghold
- 2015: Recycle Rush
- 2014: Aerial Assist
- 2013: Ultimate Ascent
- 2012: Rebound Rumble
- 2011: Logomotion
- 2010: Breakaway
- 2009: Lunacy
- 2008: FIRST Overdrive
- 2007: Rack 'n Roll
- 2006: Aim High
- 2005: Triple Play
- 2004: FIRST Frenzy: Raising the Bar
- 2003: Stack Attack
- 2002: Zone Zeal
- 2001: Diabolical Dynamics
- 2000: Co-Opertition FIRST
- 1999: Double Trouble
- 1998: Ladder Logic
- 1997: Toroid Terror
- 1996: Hexagon Havoc
- 1995: Ramp 'n Roll
- 1994: Tower Power
- 1993: Rug Rage
- 1992: Maize Craze

## Galería
|                                           |
| Competition at the 2008 Hawaii regionals. |

|                                      |
| "Raptor", Team 254's 2007 FRC robot. |

## Equipos destacados
| Nombre            | Número | Pág                                             |
| ----------------- | ------ | ----------------------------------------------- |
| Panteras          | 2283   | https://www.instagram.com/panterasup/           |
| Yellow Experience | 8291   | https://www.instagram.com/yellowexperience8291/ |
| BREAD             | 5940   | https://www.team5940.org                        |
| Bot Busters       | 4635   |                                                 |
| OP Robotics       | 2056   | https://2056.ca                                 |
| Robowranglers     | 148    | https://www.robowranglers148.com                |
| Cheesy Pooffs     | 254    | https://www.team254.com/                        |
| Citrus Circuits   | 1678   | https://www.citruscircuits.org                  |
| MadTown Robotics  | 1323   | http://www.team1323.com/                        |
| Simbotics         | 1114   | http://www.simbotics.org/                       |
| Robonauts         | 118    | http://www.robonauts.org/                       |